# Тупицевка
Тупицевка (укр. Тупицівка), село, 
Замиський сельский совет,
Валковский район,
Харьковская область.
Код КОАТУУ — 6321282509. Население по переписи 2001 г. составляет 13 (6/7 м/ж) человек.

## Географическое положение
Село Тупицевка находится у балки Пересвитня, состоит из 2-х частей, разнесенных на 1 км. Большая (основная) часть примыкает к селу Перепелицевка. Рядом небольшой лесной массив (дуб) - урочище Кашпуров Лес. Меньшая часть находится на расстоянии 1 км на СВ и носит название хутор Мельникивка. В настоящее время нежилой.
На расстоянии в 1 км расположены сёла Гонтов Яр, Корсуновка и Замиськое.
В 2-х км проходит автомобильная дорога М-03 (E 40).

## История
- 1700 — дата основания.